# 林さくら
林 さくら（はやし さくら、1995年7月14日 - ）は、日本のフリーアナウンサー。

## 来歴
岐阜県多治見市出身。南山中学校・高等学校女子部卒業後、早稲田大学文化構想学部へ指定校推薦で進学する。大学在籍中にテレビ朝日アスクでアナウンサー講習を受けていた。
大学卒業後の2018年4月に秋田放送へアナウンサーとして入社した。同期に竹本多佳良、ウーデンジェニファー里沙がいる。
2023年10月末日付で秋田放送を退職した。
2024年5月時点で、平日は一般企業で勤務しており、不定期で東海テレニュースを担当する事となった。

## 人物
- 「さくら」という名前の由来は、母親が妊娠中の春に父親と一緒に見た桜がとても綺麗で、桜のように誰からも愛される存在になってほしいと名付けた[5]。
- 2歳年下の弟がいる[1]。
- 父親がキャンピングカーを持っており、小さい頃によくキャンピングカーで旅行に出かけていて、全国47都道府県へ行った事がある[5]。
- 餃子とタイ料理が大好物である[1]。
- 趣味はバドミントンである[5]。

北都銀行所属でバドミントン選手の米元小春、田中志穂（ヨネタナペア）の大ファンである。きっかけは2017年12月、BWFワールドスーパーシリーズファイナル2017での優勝、世界一に輝いたのを見て、心が動かされ強い憧れを抱いた。
- 早稲田大学へ進学を決断したのが高校2年生の時であり、理由は実際に大学に訪れて一目惚れしたからである。
- 大学在学中は早稲田大学放送研究会アナウンス部に所属していた。

早稲田大学放送研究会在籍中は早稲田祭のMCの他、浴衣姿でのよさこい祭りやお笑いコンビのTKOと悪質商法撲滅の司会を務めた。
- 自称「雨女」である。

## 出演

### 秋田放送

#### テレビ
- ABS news every.（ニュースキャスター、お天気キャスター）

#### ラジオ
- まちなかSESSION エキマイク（毎週金曜日、鴨下望美と共演）
- Cheer HAPPINETS！（不定期）
- なんてったって日曜はスポーツ！（不定期）

### フリーアナウンサー
- 昭和歌謡セレクション（ラジオNIKKEI第1）
  - 昭和歌謡セレクション〜勤労感謝の日スペシャル2023〜（2023年11月23日 9時30分～19時30分）ゲストパーソナリティーとして出演
  - 昭和歌謡セレクション新春スペシャル　決定版！昭和の名曲歌合戦2024（各地の放送局、放送日）紅組司会として出演。
- 2024 NEW YEAR SPECIAL（FM AICHI、2024年1月2日）
- 東海テレニュース（東海テレビ、2024年5月3日 - ）（不定期）